# 凸凹猛獣狩
『凸凹猛獣狩』（でこぼこもうじゅうがり、Africa Screams）は、1949年のアメリカ映画である。アボット&コステロコンビの『凸凹』シリーズの日本での17作目にあたる（アメリカでは23作目）。現在、パブリックドメインとなっている。

## キャスト
- バッド・アボット（日本語吹き替え：植木等）
- ルー・コステロ（日本語吹き替え：谷啓）
- ヒラリー・ブルック